# Jedro
 Ovo je glavno značenje pojma Jedro. Za druga značenja pogledajte Jedro (razdvojba).
Jedro je platno razapeto na brodskom jarbolu koje izloženo vjetru stvara potisak i služi kao pogon, odnosno koristeći energiju vjetra pokreće brod (čamac, brodicu, drugi plovni objekt). 
Sva jedra na brodu se zovu jedrilje, a svako jedro prema položaju, obliku i svrsi ima svoje ime. Jedra se obično dijele na poprečna, razapeta poprijeko na križevima, i uzdužna, razapeta uzdužnicom broda na sošnjacima i lantinama.
Brodovi koji koriste jedra kao svoj jedini ili glavni pogon se nazivaju jedrenjaci.

## Vrste jedara
- Bermudsko jedro
- Jarbolno jedro
- Križno jedro
- Latinsko jedro
- Letno jedro
- Oglavno jedro, u Dalmaciji i na otocima naziv za oglavno jedro je treva
- Poduporno jedro
- Prečka (jedro)
- Pršno jedro

## Poveznice
- Jedrenje